# الإساءة إلى ذوي الاحتياجات الخاصة
حدث الإساءة إلى ذوي القدرات الخاصة عندما يتعرض شخص ذو قدرات الخاصة للاعتداء الجسدي، الابتزاز المالي، أو الانتهاك الجنسي و/أو النفسي بسبب إعاقته. نظرًا لأن العديد من الإعاقات غير مرئية مثل (الربو، الفصام أو صعوبات التعلم)، لا يمكن لبعض المعتدين الربط بين الإعاقة غير الجسدية مع الحاجة إلى التفهم، والدعم وما إلى ذلك. يحتاج بعض ذوي القدرات الخاصة إلى دعم إضافي من الآخرين طوال حياتهم لهذا فهم أكثر عرضة اجتماعياً للإهمال. واُعتبرت الإساءة ذوي القدرات الخاصة جريمة كراهية. لا تقتصر الإساءة فقط على الأشخاص ذوي الإعاقات الظاهرة مثل مستخدمي الكراسي المتحركة أو المشوهين جسديًا مثل المصابين بشفة مشقوقة، بل أيضًا أولئك الذين يعانون من صعوبات التعلم، صعوبات مثل عسر القراءة وعسر الكتابة، اضطراب الاكتئاب الشديد، اضطراب طيف التوحد، متلازمة داون، وخلل الأداء التنموي. لا تقتصر إساءة معاملة ذوي القدرات الخاصة على المدارس. هناك العديد من الحالات المعروفة التي تم فيها الإساءة إلى ذوي القدرات الخاصة من قِبل موظفي مؤسسة الرعاية، مثل الحالة التي تم الكشف عنها في برنامج يُعرض على قناة بي بي سي بانوراما عن دار رعاية كاسيلبيك (حادثة مستشفى وينتربورن فيو) والتي تديره (دار رعاية كاسيلبيك) بالقرب من مدينة برستل مما أدى إلى إغلاقه وإيقافه وإقالة بعض الموظفين.
غالبًا ما يكون الأشخاص الذين يعانون من صعوبات في التعلم غير قادرين على التواصل بوضوح أو شرح التفاصيل بطريقة يفهمها الآخرون وبالتالي هم أقل عرضة للتصديق إذا قاموا بتقديم بلاغ بالإساءة. كانت هناك دراسة واحدة أجريت توضح أن 60% من الإطفال ذوي القدرات الخاصة  يتعرضون للتنمر وهذا يفوق عدد الطلاب من غير ذوي القدرات الخاصة الذين يتعرضون للتنمر حيث  تصل نسبتهم إلى 25%. قد يؤثر هذا على قدراتهم التعليمية. تصبح درجاتهم أكثر عرضة للخطر للانخفاض، تزداد الصعوبة في قدرتهم على التركيز، يفقدون اهتمامهم بالمدرسة والمواد التعليمية. قد يؤدي كل هذا إلى تسرب الطفل من المدرسة.
كانت هناك حالات عديدة لآباء الأطفال ذوي القدرات الخاصة الذين قتلوا أطفالهم بسبب إعاقاتهم. في بعض الأحيان يقتل الوالدان نفسيهما بجانب طفلهما. وقد دعا أرسطو حتى في حالة التشوه الخلقي «فيما يتعلق الأمر للأطفال، يجب أن يكون هناك قانون لا يعيش فيه أي طفل مشوه.» وهذا مُوثق في مختلف المجتمعات الأصلية. تُعتبر الفتيات والنساء ذات القدرات الخاصة معرضات أكثر للإيذاء.

## كتابات أخرى
- Baumhoefner, Arlen Financial Abuse of the Deaf And Hard of Hearing Exposed (2006)
- Fitzsimons, Nancy M. & Sobsey, Dick Combating Violence & Abuse of People With Disabilities: A Call to Action (2009)